# Stegelytra putoni
Stegelytra putoni är en insektsart som beskrevs av Étienne Mulsant och Claudius Rey 1875. Stegelytra putoni ingår i släktet Stegelytra och familjen dvärgstritar. Inga underarter finns listade i Catalogue of Life.